# Koankin (Pabré)
Pour les articles homonymes, voir Koankin.
Ne doit pas être confondu avec Koakin.
Koankin est une localité du département de Pabré, dans la province de Kadiogo (région Centre) au Burkina Faso.

## Géographie
En 2006, cette localité comptait 430 habitants dont 52,8 % de femmes.